# Cantó de Neuilly-Plaisance
El cantó de Neuilly-Plaisance és un antic cantó francès del departament de Sena Saint-Denis, que estava situat al districte de Le Raincy. Comptava amb el municipi de Neuilly-Plaisance.
Al 2015 va desaparèixer i el seu territori va passar a formar part del cantó de Villemomble.

## Municipis
- Neuilly-Plaisance

## Història
| Data d'elecció                           | Identitat          | Partit           | Qualitat |
| ---------------------------------------- | ------------------ | ---------------- | -------- |
| 1964-1976                                | Charles Cathala    | Divers droite    |          |
| 1976-1982                                | André Macé         | PCF              |          |
| 1982-2001                                | Christian Demuynck | RPR              |          |
| 2001-                                    | Pierre Facon       | UMP, després UDI |          |
| les dades anteriors no són pas conegudes |                    |                  |          |
|                                          |                    |                  |          |

## Demografia
| A partir de 1990: Població sense dobles comptes |